# 特勒克·费伦茨
特勒克·费伦茨（匈牙利語：Török Ferenc，1935年8月3日—），匈牙利前男子现代五项运动员。他曾获得1964年夏季奥运会男子个人金牌和1968年夏季奥运会男子团体金牌。